# Carlos Small
Carlos Daniel Small Cárdenas (Panamá, 13 de marzo de 1995) es un futbolista profesional panameño que juega como delantero en el Club Atlético Independiente de La Chorrera de la Primera División de Panamá.

## Trayectoria

### Sporting SM
Se formó en las categorías inferiores del Sporting SM y su debut profesional en la Primera División de Panamá fue el 19 de enero de 2014 en la victoria 1 a 0 contra el San Francisco FC en el Estadio Óscar Suman Carrillo siendo suplente entrando al minutó 72 por Marlon Ávila. En la LPF Clausura 2014 jugó 16 partidos y anotó 10 goles siendo el goleador del tornoe, quedó subcampeón de la LPF Apertura 2014 en donde jugó 15 partidos y anotó 4 goles, en la LPF Clausura 2015 jugó 4 partidos llegando hasta las semifinales, en la LPF Apertura 2015 jugó 12 partidos y anotó 2 goles, en la LPF Clausura 2016 jugó 5 partidos.

### FC Guria
El 24 de febrero de 2016 fue anunciado su cesión por el Sporting SM al FC Guria Lanchkhuti. Debutó con el club en la Erovnuli Liga el 6 de abril de 2016 en la derrota 0 a 1 contra FC Dila Gori en el estadio Evgrapi Shevardnadze siendo suplente entrando al minuto 46 por Erekle Kiladze. En la Umaglesi Liga 2016 solo jugó 3 partidos y anotó 3 goles. El 21 de abril de 2016 dejó el FC Guria Lanchkhuti por falta de pagos al jugador.

### Deportivo La Guaira
El 5 de junio de 2016 fue anunciado cesión por el Sporting SM al Deportivo La Guaira. No llegó a debutar con el club y se fue el 15 de septiembre de 2016.

### Sporting SM
El 16 de septiembre de 2016 fue anunciado su regreso de la cesión del Deportivo la Guaira. Disputó su primer partido después de su regreso de Venezuela el 18 de septiembre de 2016 en la derrota 0 a 2 contra el Chorrillo FC en el Estadio Rommel Fernández siendo titular jugando todo el partido. En la LPF Apertura 2016 jugó 6 partidos y anotó 1 gol.

### CD Árabe Unido
El 18 de diciembre de 2016 fue anunciado como nuevo jugador del CD Árabe Unido. El 15 de enero de 2017 en la victoria 2 a 1 contra el San Francisco FC en el Estadio Armando Dely Valdés siendo titular jugando todo el partido. En la Liga Concacaf 2017 jugó 6 partidos y anotó 4 goles llegando hasta semifinales, fue subcampeón de la LPF Clausura 2017 en donde jugó 17 partidos y anotó 2 goles, en la Liga de Campeones de la Concacaf 2016-17 jugó 1 partido llegando hasta los cuartos de final, quedó subcampeón de la LPF Apertura 2017 en donde jugó 16 partidos y anotó 2 goles, en la LPF Clausura 2018 jugó 20 partidos y anotó 9 goles llegando hasta semifinales.

### RGV FC Toros
El 6 de julio de 2018 fue anunciado su cesión por el CD Árabe Unido al RGV FC Toros. Debutó en la USL Championship el 28 de julio de 2018 en la victoria 1 a 0 contra el Colorado Springs Switchbacks FC en el H-E-B Park siendo suplente entrando al minuto 67 por Wilmer Cabrera Jr.. En la United Soccer League 2018 15 partidos y anotó 5 goles, estuvo en el club dos años de préstamo. En la USL Championship 2019 jugó 27 partidos y anotó 12 goles.

### CD Árabe Unido
El 31 de diciembre de 2019 regresó de la cesión del RGV FC Toros. Debutó después de su regreso el 26 de enero de 2020 en la derrota 2 a 1 contra Tauro FC en el Estadio Rommel Fernández siendo suplente entrando al minuto 71 por Julián Velarde. En el Torneo Apertura 2020 solo jugó 7 partidos y anotó 3 goles porque el torneo se canceló por el COVID 19, en la Torneo Clausura 2020 jugó 7 partidos y anotó 1 gol.

### Municipal Grecia
El 6 de febrero de 2021 fue anunciado su cesión por el CD Árabe Unido al Municipal Grecia. Debutó con el club en la Primera División de Costa Rica el 10 de febrero de 2021 en la derrota 3 a 0 contra el LD Alajuelense en el Estadio Alejandro Morera Soto siendi suplente entrando al minuto 67 por Jorge Castro. En el Campeonato de Clausura 2021 jugó 15 partidos y anotó 3 goles.

### CD Plaza Amador
El 2 de julio de 2021 fue anunciado su cesión por el CD Árabe Unido al CD Plaza Amador. Debutó con el club 6 de agosto de 2021 en el empate 0 a 0 contra Tauro FC en el Estadio Nacional Rod Carew siendo titular jugando hasta el minuto 72. En la Liga Concacaf 2021 jugó 2 partidos quedándose en los octavos de final, en el Torneo Clausura 2021 jugó 11 partidos y anotó 1 gol llegando hasta playoff.

### CD Árabe Unido
El 24 de diciembre de 2021 fue anunciado su regreso al CD Árabe Unido tras su cesión en el CD Plaza Amador. Disputó su primer partido tras su regreso el 6 de febrero de 2022 en la derrota 0 a 1 contra el Alianza FC en el Estadio Armando Dely Valdés. En el Torneo Apertura 2022 jugó 14 partidos y anotó 1 gol, en el Torneo Clausura 2022 jugó 10 partidos y anotó 1 gol llegando hasta semifinales.

### CA Independiente
El 29 de diciembre de 2022 fue anunciado como nuevo jugador del Club Atlético Independiente de la Chorrera. Debutó con el club el 13 de enero de 2023 en la victoria 4 a 0 contra el Umecit FC en el Estadio Agustín Muquita Sánchez siendo titular jugando hasta el minuto 67. Salió campeón del Torneo Apertura 2023 en donde jugó 14 partidos y anotó 5 goles, jugó 8 partidos y anotó 5 goles en la Copa Centroamericana de Concacaf 2023 en donde llegaron hasta semifinales, y salió campeón del Torneo Clausura 2023 en donde jugó 17 partidos y anotó 11 goles, anotando doblete en la final del torneo.

### RCD España
El 22 de diciembre de 2023 fue anunciado como nuevo jugador del Real Club Deportivo España, cedido por el Club Atlético Independiente de La Chorrera. Debutó con el club el 20 de febrero de 2024 en la victoria 1 a 2 contra el Club Deportivo Vida en el Estadio Ceibeño siendo titular anotando los 2 goles jugando hasta el minuto 64.

## Selección nacional

### Categorías inferiores
Ha sido convocado por la selección Sub-20 de Panamá para disputar el Campeonato Sub-20 de la Concacaf de 2015 en donde jugó 6 partidos y anotó 1 gol quedando subcampeón del campeonato y la Copa Mundial de Fútbol Sub-20 de 2015 en donde jugó 3 partidos quedándose en las fase de grupos. Fue convocado por la selección sub-23 de Panamá para el Preolímpico de Concacaf de 2015 en donde jugó 2 partidos.

### Selección absoluta
Su debut con la selección absoluta fue el 18 de febrero de 2016 en la victoria 1 a 0 contra El Salvador en un partido amistoso disputado en el Estadio Maracaná de Panamá siendo suplente entrando al minuto 68 por Ricardo Clarke.

### Participaciones en selección nacional
| Copa                     | Categoría | Sede           | Resultado      | Partidos | Goles |
| ------------------------ | --------- | -------------- | -------------- | -------- | ----- |
| Campeonato Sub-20 2015   | Sub-20    | Jamaica        | Subcampeón     | 6        | 1     |
| Copa Mundial Sub-20 2015 | Sub-20    | Nueva Zelanda  | Fase de grupos | 3        | 0     |
| Preolímpico 2015         | Sub-23    | Estados Unidos | Fase de grupos | 2        | 0     |

### Goles internacionales
| Goles internacionales | Goles internacionales | Goles internacionales                                | Goles internacionales | Goles internacionales | Goles internacionales | Goles internacionales |
| Núm.                  | Fecha                 | Lugar                                                | Rival                 | Gol                   | Resultado             | Competición           |
| --------------------- | --------------------- | ---------------------------------------------------- | --------------------- | --------------------- | --------------------- | --------------------- |
| 1                     | 25 de octubre de 2017 | Estadio Atlético Kirani James, Saint George, Granada | Granada               | 0-1                   | 0-5                   | Amistoso              |
| 2                     | 25 de octubre de 2017 | Estadio Atlético Kirani James, Saint George, Granada | Granada               | 0-3                   | 0-5                   | Amistoso              |

## Clubes
| Club                | País           | Año           |
| ------------------- | -------------- | ------------- |
| Sporting SM         | Panamá         | 2014 - 2016   |
| FC Guria            | Georgia        | 2016          |
| Deportivo la Guaira | Venezuela      | 2016          |
| Sporting SM         | Panamá         | 2016          |
| CD Árabe Unido      | Panamá         | 2017 - 2018   |
| RGV FC Toros        | Estados Unidos | 2018 - 2019   |
| CD Árabe Unido      | Panamá         | 2020 - 2021   |
| Municipal Grecia    | Costa Rica     | 2021          |
| CD Plaza Amador     | Panamá         | 2021          |
| CD Árabe Unido      | Panamá         | 2022          |
| CA Independiente    | Panamá         | 2023          |
| Real España         | Honduras       | 2024-presente |

## Palmarés

### Títulos nacionales
| Título           | Club             | País   | Año    |
| ---------------- | ---------------- | ------ | ------ |
| Primera División | CA Independiente | Panamá | 2023-A |
| Primera División | CA Independiente | Panamá | 2023-C |